# ОШ „Бранко Радичевић” Мелница
ОШ „Бранко Радичевић” у Мелници, насељеном месту на територији општине Петровац на Млави, државна је установа основног образовања.

## Историјат школе
До 1860. године деца из Мелнице која су желела да уче, похађала су  школу у Петровцу. Године 1861. основана је школа у манастиру Витовница. Њу су од почетка наставе похађала и мелничка деца.
Школа у Мелници је основана и почела са радом средином 1865. године.
Први учитељ мелничке школе био је Петар Јовановић из Витовнице. У почетку је то била приватна школа са око 50 ђака, од тога половина ученика су била женска деца. Школа је почела да ради као трогодишња, да би се крајем 19. века реформисала у четворогодишњу. Пред Други светски рат почело је зидање нове школске зграде. Међутим тешко ратно и послератно стање пролонгирало је радове. Школа је завршена тек 1965. године и тада добија име по песникку Бранку Радичевићу. После школске реформе 1950. године школа се реформисала у осмогодишњу школу. У то време је школа имала око 5оо ученика.
Познати песници Владислав Петковић Дис (1909 — 1910) и Драгољуб Филиповић дуги низ година до Првог светског рата, били су учитељи у школи.

## Школе данас
Данас у мелничку школу иду деца из Мелнице и Витовнице, Стамница је издвојено одељење матичне осмогодишње школе у Мелници. Школа је једна од водећих школа у округу по опремљености и квалитету образовања.